# Burgruine Uttigen
Die Burgruine Uttigen ist eine aufgelassene Burg in der Schweizer Gemeinde Uttigen im Kanton Bern. Sie ist als Kulturgut von regionaler Bedeutung KGS-Nr.: 1306 registriert.

## Lage
Die Ruine der ehemaligen Niederungsburg befindet sich am Nordrand des Dorfs Uttigen auf einem Felsplateau, das vor der Flusskorrektion am Anfang des 18. Jahrhunderts direkt am Aareufer lag. Die besondere Lage als natürlicher Sperrriegel, wo der Fluss die Talseite wechselte, ermöglichte die Kontrolle über den Saum- und Flussverkehr zwischen Unter- und Oberland. Die rund 1400 m² umfassende, städtchenartige Anlage mit einer hohen Ringmauer und einem fast quadratischen Bergfried, war eine der grössten Festungen im heutigen Kanton Bern.

## Geschichte
Die Festung Uttigen wird als «castrum Utingen» 1271 im Besitz von Walter von Wädenswil erwähnt, der zum Oberländer Zweig der Freiherren von Wädenswil gehörte, die als Vögte von Unspunnen ab 1240 auch die Herrschaften Frutigen und Mülenen hatten. Zur Grund- und Gerichtsherrschaft Uttigen gehörte auch die 1285 erwähnte Kirche als eine der zwölf «tausendjährigen Thunerseekirchen», die in der Strättliger Chronik genannt sind. Die Kirche brannte 1536 ab und wurde nicht wieder gebaut. Die Kirchenpfründe zog das Spital Thun an sich. Die Freiherren von Kramburg erbten noch im 13. Jahrhundert die Herrschaft und verlegten Anfang 14. Jahrhundert ihren Hauptsitz nach Uttigen. Um 1335 übernahm Heinrich von Resti das Erbe. Die Ratsfamilien von Speichingen in Thun und Michel von Schwertschwendi in Burgdorf besassen im 15. Jahrhundert die Herrschaft gemeinsam. Deren Erben verkauften oder verschenkten zwischen 1476 und 1521 den Besitz an das Thuner Spital. 1521 vereinigte die Spitalverwaltung ihre Herrschaften Uetendorf und Uttigen mit Uetendorf als Gerichtsort. Die Burg wurde in der Folge aufgegeben und dem Zerfall überlassen. Auf einem Aquarell von Albrecht Kauw ist bereits im Jahr 1680 nur noch eine Ruine zu sehen.

## Sichtbarer Zustand

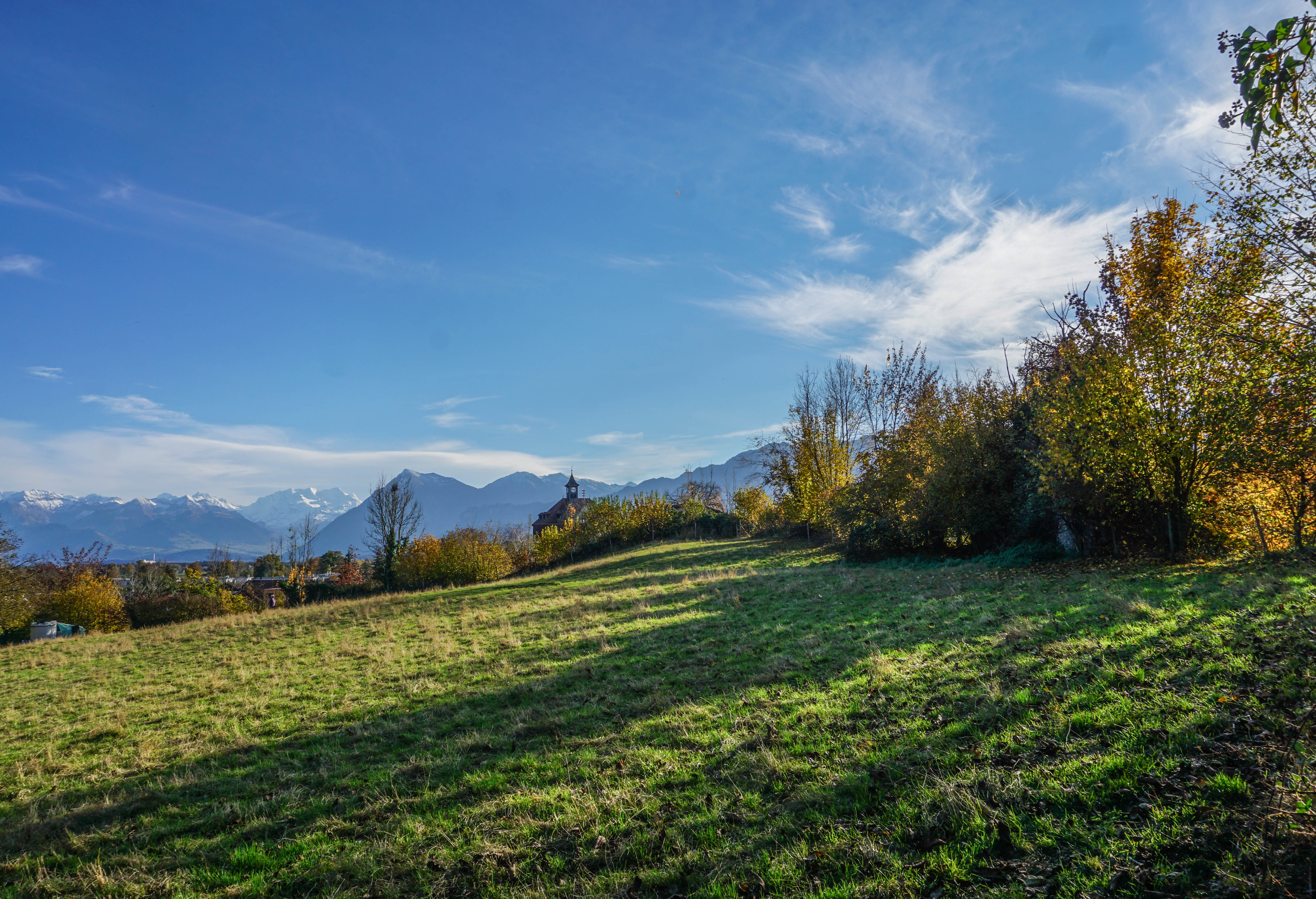
Innenhof der Burgruine Uttigen mit Panorama des Berner Oberlands

Über lange Zeit kümmerte sich niemand um den Zustand der Burgruine. Die Mauern waren von Gebüsch und Efeuranken überwachsen und innerhalb der Ringmauer weideten Schafe. Mit der durch den Archäologischen Dienst des Kantons Bern veranlassten Renovation 2019 wurden die Gehölze reduziert und die Mauerreste soweit möglich neu mit Kalkmörtel verfugt. Der Bergfried an der Südecke wird teilweise von einem neuen Wohnhaus verdeckt, Mauerreste an der West- und Nordseite mit Fensteröffnungen sind sichtbar, der Rundturm an der Ostseite ist stark überwachsen und die von Nordost nach Süden ansteigende Fläche wird weiterhin landwirtschaftlich genutzt. Die gesamte Burganlage ist in Privatbesitz.

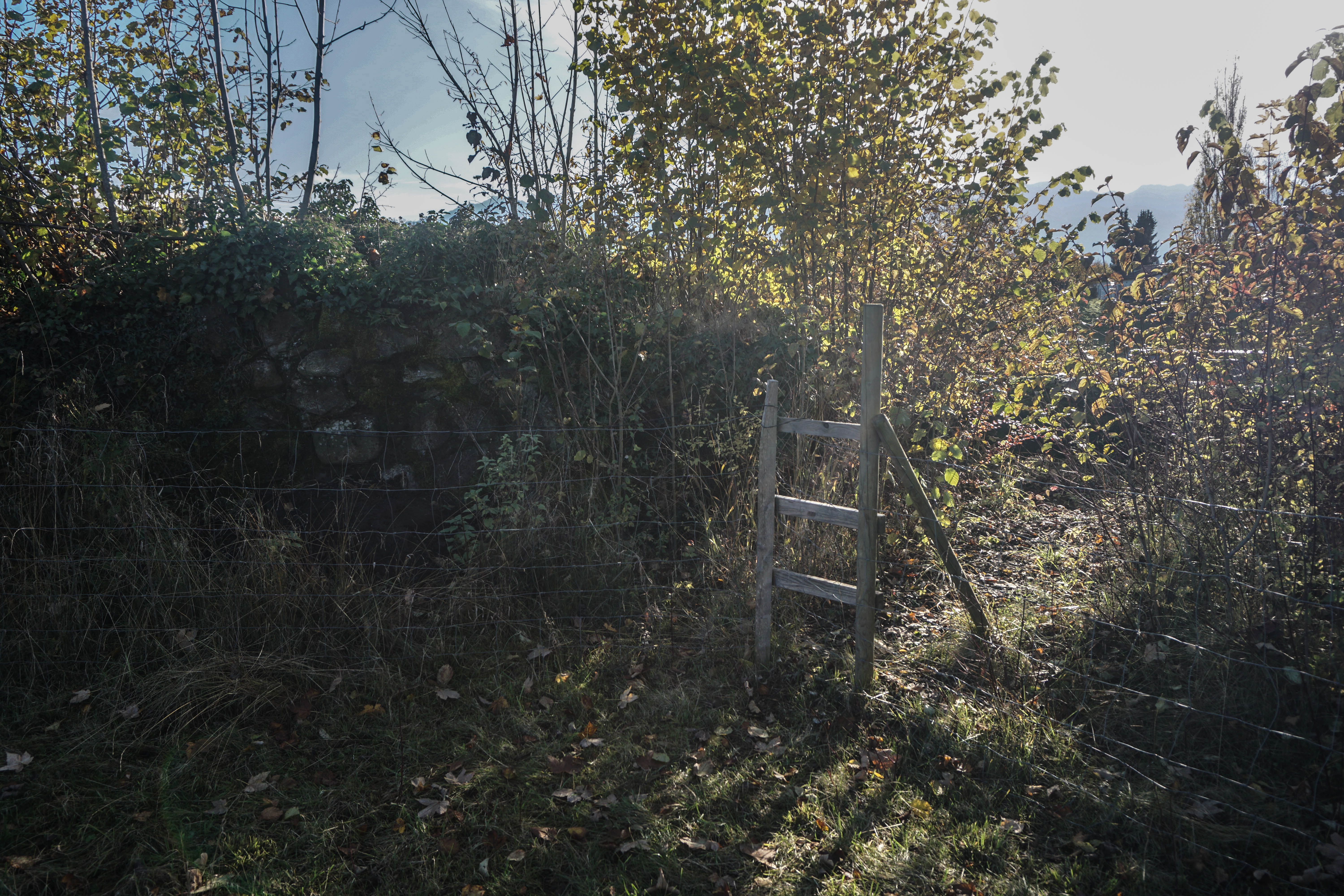
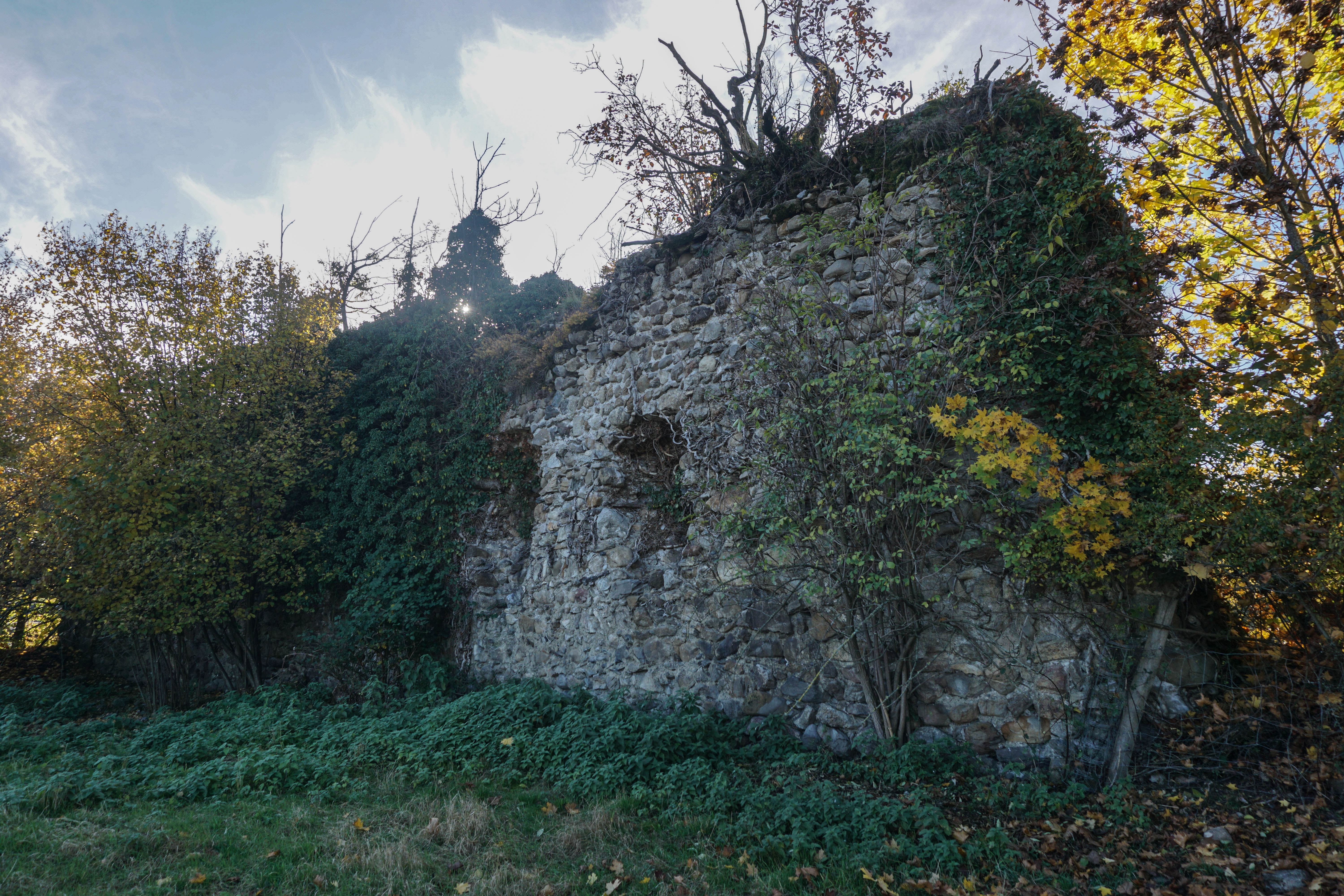
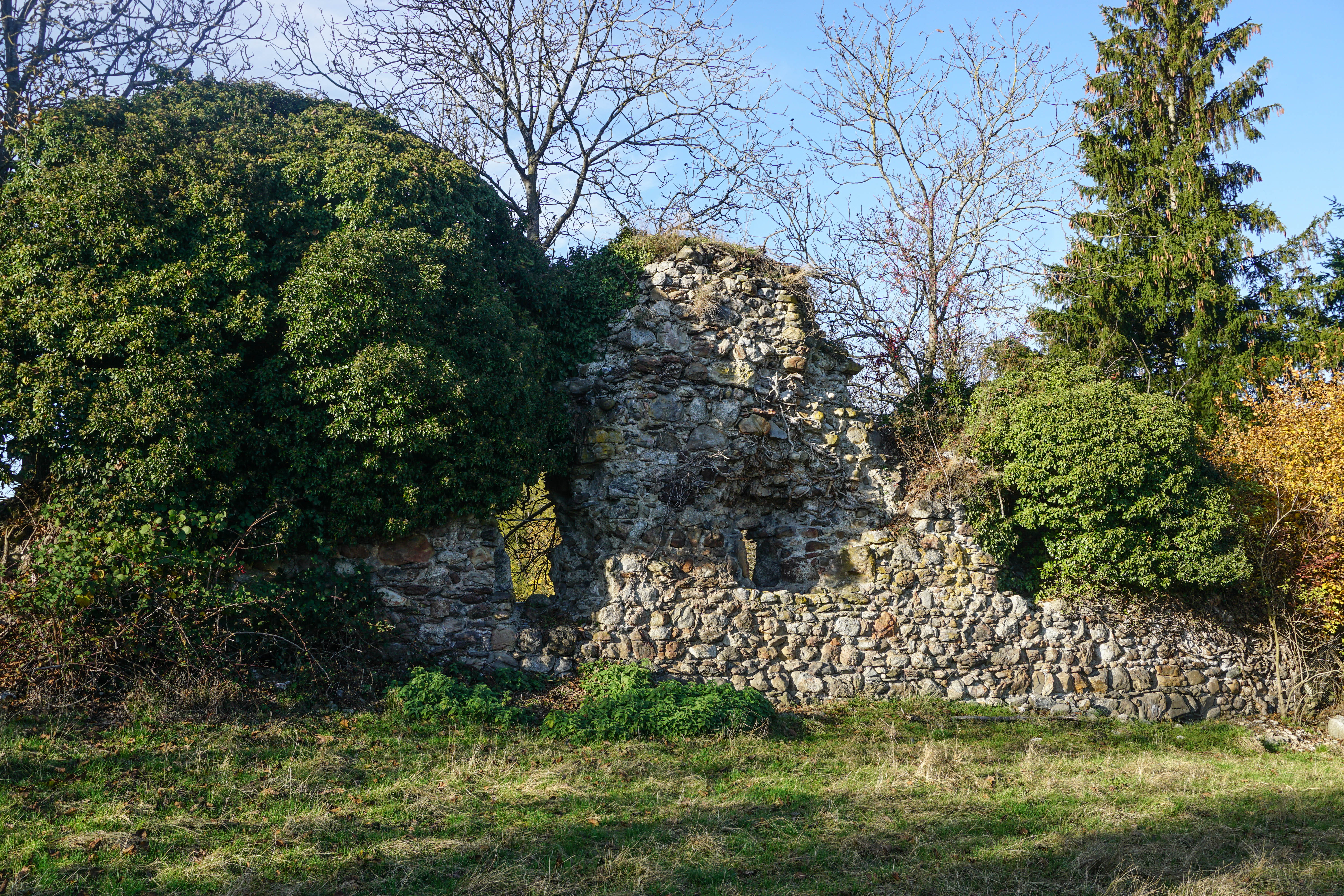
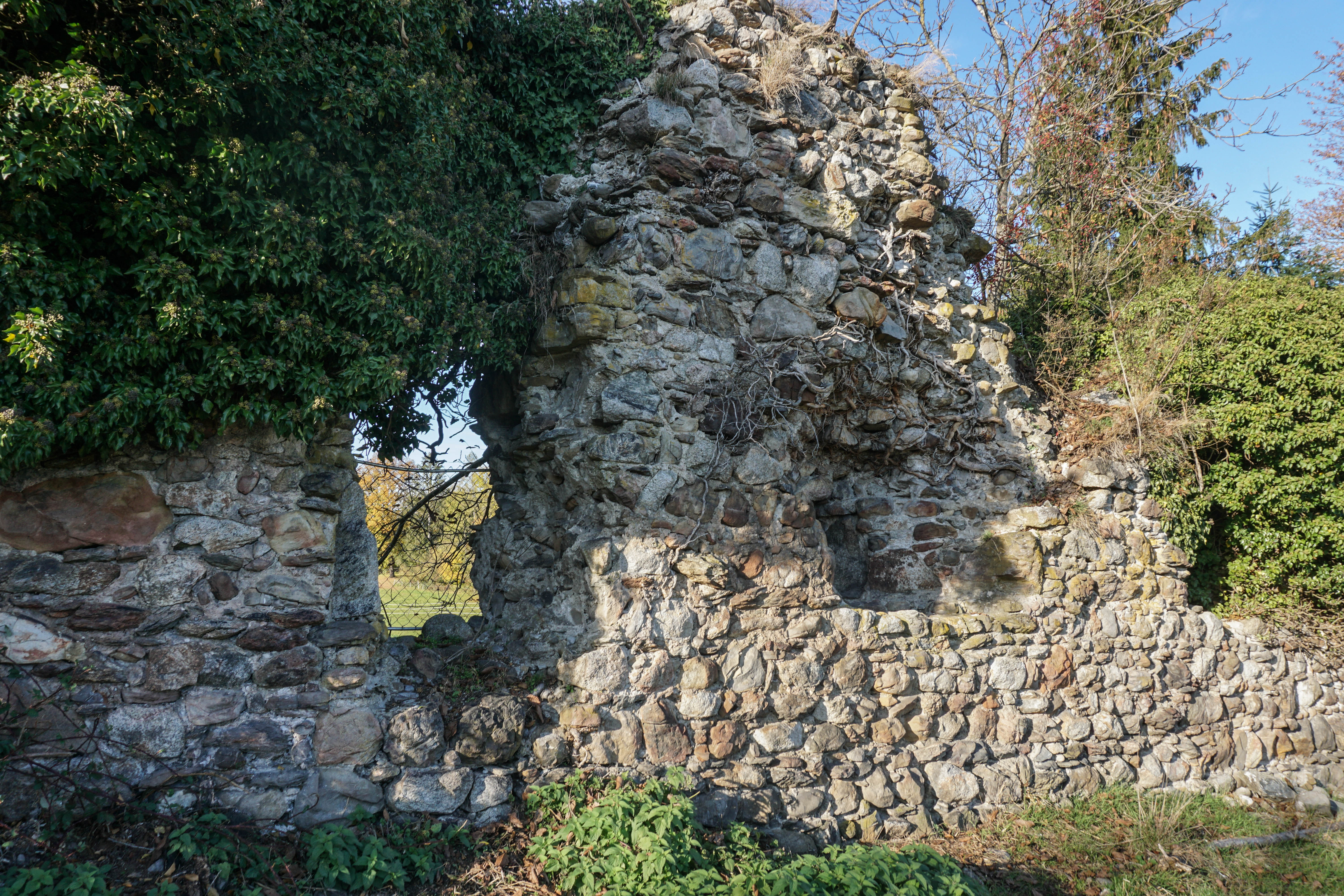